# Ólavsøka

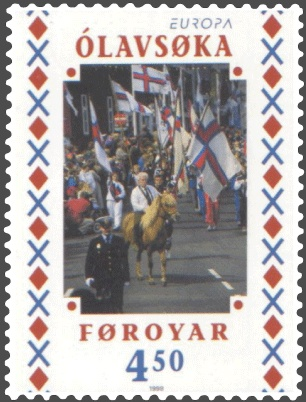
Ólavsøka felvonulás

Az Ólavsøka Feröer nemzeti ünnepe július 29-én. Közel ezeréves ünnep, amely egyszerre hordoz keresztény és nemzeti hagyományokat.

## Eredete
Az ünnep nevének szó szerinti jelentése „Szent Olaf virrasztása” (latinul: vigilia sancti Olavi), utalás arra, hogy ezen a napon vívhatták a stiklestadi csatát, amelyben 1030-ban életét vesztette II. Olaf, a norvégok szent királya. Jóllehet Olaf norvég király volt, tisztelete régóta fontos része Feröer vallási és politikai hagyományának és kultúrájának.

## Ünneplése

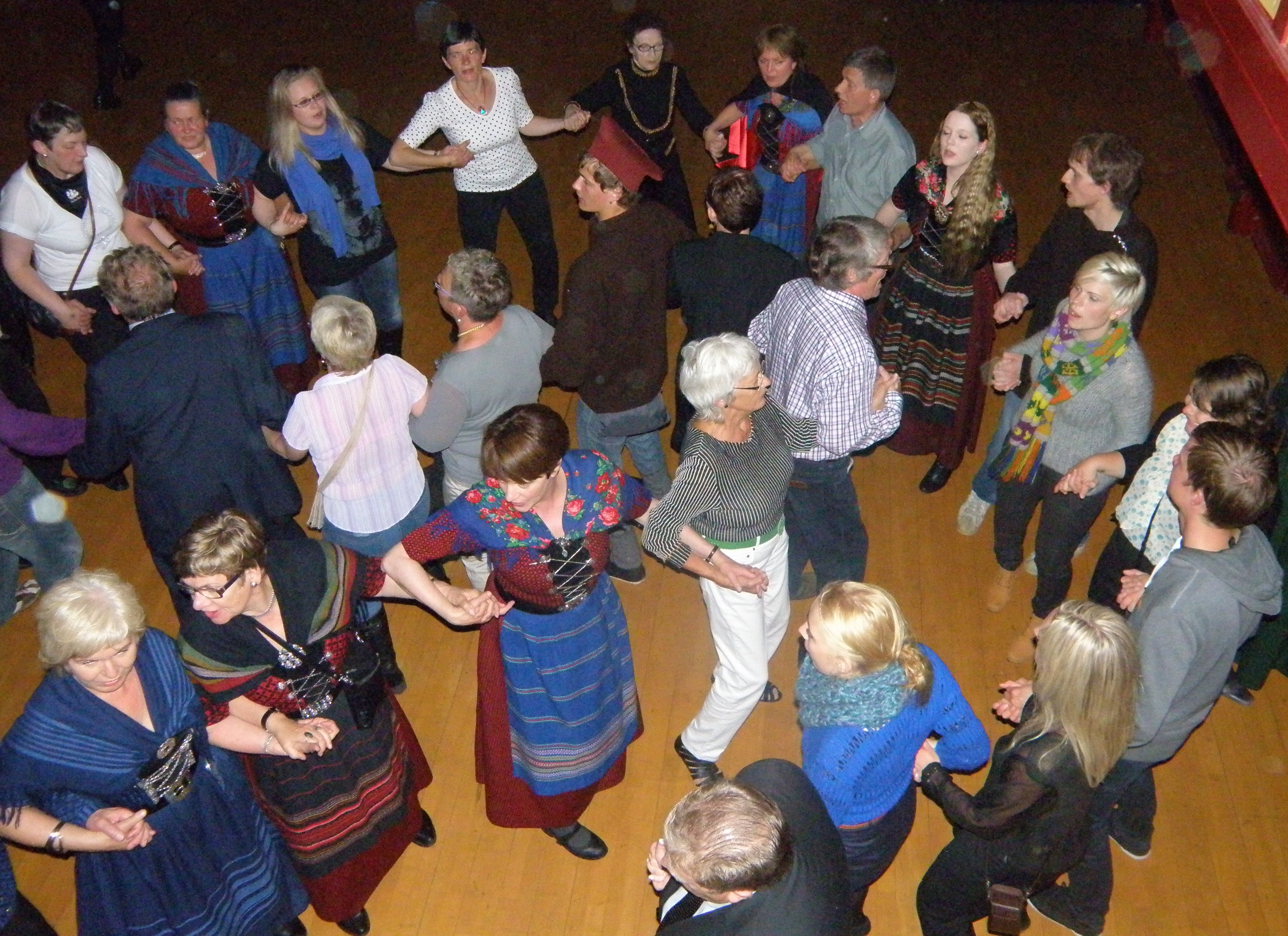
Feröeri lánctánc 2011-ben, Ólavsøka ünnepén a Tórshavni színházban

Mint más ünnepek esetében a szigeteken, ez az ünnep is az előző este, július 28-án kezdődik.
Ólavsøka napján vidékről is nagy számban érkeznek a feröeriek a fővárosba, Tórshavnba. Az ünnep során tartják meg az evezés nemzeti bajnokságának döntőjét, kiállításokat, népzenei bemutatókat és feröeri lánctánc előadásokat tartanak. Az ünnep alatt gyakran elhangzó jókívánság: Góða Ólavsøku! (Jó Ólavsøkát!)
Ezen a napon nyitja meg ülésszakát a Løgting, Feröer parlamentje. A képviselők, a kormány tagjai, a Feröeri Népegyház püspöke és papjai, valamint a fontosabb tisztviselők körmenetben vonulnak a parlament épületétől a Tórshavni dómba, majd a Szent Olaf-napi szertartás után vissza a parlamentbe, ahol a miniszterelnök ünnepi megnyitó beszédet mond.
1998. május 18-án a Postverk Føroya bélyegsorozatot bocsátott ki Ólavsøka tiszteletére.

## Hatása
Az áprilisban született gyermekeket hagyományosan Ólavsøka-gyerekeknek nevezik, utalva arra, hogy az ünnep időszakában fogantak. Ebben a hónapban statisztikailag is magasabb születésszámot mutattak ki, mint más hónapokban.

## Fordítás
- Ez a szócikk részben vagy egészben az Ólavsøka című angol Wikipédia-szócikk ezen változatának fordításán alapul.  Az eredeti cikk szerkesztőit annak laptörténete sorolja fel. Ez a jelzés csupán a megfogalmazás eredetét és a szerzői jogokat jelzi, nem szolgál a cikkben szereplő információk forrásmegjelöléseként.